# Tuaran
Huyện Tuaran là một huyện thuộc bang Sabah của Malaysia. Huyện Tuaran có dân số thời điểm năm 2010 ước tính khoảng 101786 người.